# Missouri Valley
Missouri Valley è una città degli Stati Uniti d'America, situata nello Stato dell'Iowa, nella contea di Harrison.